# Jania ungulata
Jania ungulata (Yendo) Yendo, 1905  é o nome botânico de uma espécie de algas vermelhas pluricelulares do gênero Jania.
São algas marinhas encontradas no Equador, Ilhas Galápagos, Bangladesh, Japão, Coreia, Taiwan, Filipinas, Queensland, ilhas do Pacífico (Micronésia e Fiji) e ilhas do Índico (Maldivas e Seychelles).

## Sinonímia
- Corallina ungulata Yendo, 1902